# Sergio Romiti
Pour les articles homonymes, voir Romiti.
Sergio Romiti, né le 14 avril 1928 à Bologne, et mort le 12 mars 2000 dans sa ville natale, est un peintre italien.

## Biographie
Sergio Romiti est né le 14 avril 1928 à Bologne. Il abandonne ses études classiques pour se diriger vers la peinture en 1946.
Son entrée dans la vie artistique remonte à 1947, alors que son baptême artistique définitif remonte à 1948, année où il exposa à la Première Exposition Nationale d'Art Contemporain de Bologne. Cette exposition est importante parce qu'elle est fréquentée par tous les artistes de la génération moyenne (Birolli, Guttuso, Cassinari, Corpora, Afro Basaldella, Santomaso, Vedova, Mirko Basaldella, Fazzini, Minguzzi (it)) et plus encore parce qu'elle sert de prétexte à la position retentissante de Togliatti contre l'art moderne comme un type d'art qui ne correspond pas à l'idéal du réalisme socialiste. Après cette rupture, les artistes sont divisés: ceux qui veulent sauver le coffre-fort, comme Guttus, et ceux qui veulent revendiquer le droit - comme Gruppo Forma - d'être membres du parti mais de s'exprimer autrement. Romiti ne prend pas position, puisqu'il n'a ni revendications réalistes, ni demandes abstraites, ni appartenance à un parti. L'année suivante, il expose à la Galleria del Secolo de Rome avec Vacchi et Barnabè. En 1954, il a remporté un prix d'achat à la deuxième édition du Prix Spoleto (it) en 1954.
Il montre son travail dans de nombreuses expositions collectives, en Italie et à l'étranger, dont l'exposition à la Biennale de Venise en 1952, 1954, 1956, 1958 et 1960 et l'exposition Quadrennale à Rome en 1955 et en 1959.
Il reste à l'avant-garde de la scène artistique italienne et obtient en 1960 sa propre salle à la Biennale de Venise. Après les années 1960, il mènera sa carrière artistique à l'extrême. Sans jamais avoir quitté sa ville natale pas un instant et après avoir mené une vie isolée et solitaire, il décide de mettre fin à sa vie le 12 mars 2000.